# 歐陽巧瑩
歐陽巧瑩（英語：Ou-Yang Hau Ying，1992年10月26日—），曾為香港無綫電視經理人合約女藝員，於2013年度香港小姐競選獲友誼小姐入行。

## 簡歷
歐陽巧瑩早年就讀東華三院黃士心小學（2004年第15屆下午校畢業）和東華三院陳兆民中學（2009年第33屆中五畢業）。她於2013年參選香港小姐競選，參選編號為13號，獲得第8名及友誼小姐的成績，同時為傳媒報導最多的佳麗及綵排環節中被抽中試戴后冠。她曾為香港無綫電視旗下女藝人，在不同活動中以友誼小姐身份出席及宣傳，並拍攝不同節目；於2017年起亦有參演無綫劇集。歐陽巧瑩於2020年3月後與無綫結束合約，結束與無綫電視7年之賓主關係。
歐陽巧瑩與丈夫於2021年正式移居英國。

## 感情生活
歐陽巧瑩丈夫是藝人林師傑，兩人拍拖近4年後於2018年11月22日在尖沙咀The Mira舉行婚禮。姊妹團有朱晨麗、蔚雨芯、劉佩玥、麥美恩、王子涵、駱胤鳴。

## 演出作品

### 電視劇（無綫電視）
| 首播   | 劇名                 | 角色           |
| 2017年 | 心理追兇 Mind Hunter | Sammi          |
| 2017年 | 超時空男臣           | 謝芯兒（Baby） |
| 2017年 | 溏心風暴3            | 文同事         |
| 2018年 | 特技人               | 殷秀娜         |
| 2019年 | 十二傳說             | 李芭樂（Bala） |
| 2019年 | 金宵大廈             | 沈香蓮（Mia）  |
| 2020年 | 堅離地愛堅離地       | 主 持          |

### 參與的電視節目
2013年
- 香港小姐競選 漫遊世界
- 2013年度香港小姐競選準決賽
- 香港小姐 全城熱選
- 今日VIP
- 2013年度香港小姐競選決賽
- 香港小姐 傳奇誕生
- 萬千星輝賀台慶2013（表演嘉賓）

2014年
- 2014索契冬季奧運會─賽事全接觸
- 32強事先張揚
- Go! Yama Girl（主持）
- 山系女行Yama Girl（主持）
- 3日2夜（主持）

2015年
- 超強選擇1分鐘
- 姊妹淘
- 賞遊澳門
- Think Big 天地

2017年
- 玩轉香港日與夜
- 瘋狂夏水禮2017
- Big Boys歷險記

2018年
- 大玩特玩
- 3日2夜（主持）
- TVB 50+1再出發節目巡禮2019

2019年
- 1+1的派對

## 關注社會時事言論

### 就大麻合法化及世界無胸罩議題與李梓敬罵戰
歐陽巧瑩於2020年3月表示有意從政，引述國際間不同數據爭取大麻合法化，引來前深水埗區議會區議員李梓敬批評其搏出位。李又批評對方響應世界無胸罩日上載多張沒有穿上胸圍的照片的做法無聊，結果被歐陽巧瑩批評其歪曲事實。

### 2020年香港文憑試歷史科爭議
歐陽巧瑩於2020年香港文憑試歷史科爭議期間，教育局干預其中一條關於考生日本侵華戰爭的歷史科試題，不少議員批評教育局干預學術自由，肆意以政治監控教育。歐陽巧瑩批評教育局局長楊潤雄，題目原文「利多於弊」一向都是開放式問題，容許學生有自由和空間去決定立場和討論，指楊潤雄做法無異於要求學生「收皮」。

## 曾獲獎項與提名
| 年份   | 獎項                                             | 結果 |
| 2013年 | 2013年度香港小姐競選 「友誼小姐」                | 獲獎 |
| 2013年 | 2013年度香港小姐競選 「水上擂台」－游泳比賽 季軍 | 獲獎 |
| 2013年 | 2013年度香港小姐競選 最佳星級化粧師獎            | 獲獎 |

## 外部連結
- 歐陽巧瑩的新浪微博
- 歐陽巧瑩  t.a.m的Facebook專頁
- 歐陽巧瑩的Instagram帳戶
- 歐陽巧瑩 香港小姐個人檔案

| 前任： 張名雅 | 香港小姐競選友誼小姐 2013年 | 繼任： 邵珮詩 |